# دلفین نواری
دلفین نواری، گونه‌ای دلفین است که در آب‌های معتدل و گرمسیری اقیانوس‌های سراسر جهان زندگی می‌کند و تاکنون زیر بررسی و پژوهش‌های بسیار قرار گرفته‌است.

## رده‌بندی
دلفین نواری یکی از پنج گونه عضو سرده لاغردلفین‌ها است، با این حال پژوهش‌های نو ادعا می‌کنند که این سرده از لحاظ طبیعی درست نیست. بر پایه این بررسی، نزدیک‌ترین گونه‌ها به دلفین نواری دلفین‌های سردهٔ کچه‌ماهی‌ها، دلفین چرخان پوزه‌کوتاه، دلفین خال‌دار اطلس و دلفین پوزه‌بطری گرمسیری هستند. این دلفین، نخستین بار توسط فرانتز مین در سال ۱۸۳۳ شناسایی شد. نام مشخصه coeruleoalba (از واژه لاتین caeruleus به معنای آبی تیره و albus به معنای سفید) اشاره به الگوهای رنگ‌آمیزی سفید و آبی بر پهلوهای این دلفین دارد.

## ویژگی‌ها

### توصیف ظاهری
جثه و شکل دلفین نواری مثل بسیاری از دلفین‌هایی است که در مناطق آبی‌ای که محل زندگی این دلفین می‌باشد، زیست می‌کنند. (نگاه کنید به دلفین پوزه‌بطری گرمسیری، دلفین خال‌دار اطلس و دلفین چرخان پوزه‌کوتاه). با این حال، رنگ‌آمیزی بدن آن‌ها بسیار متفاوت است و باعث می‌شود که در دریا به سادگی شناخته شوند.
بخش زیرین بدن این دلفین به رنگ آبی، سفید یا صورتی است. یک یا دو نوار مشکی دور چشم را می‌پوشانند و سپس تا انتهای بدن و دم کشیده می‌شوند. دو نوار مشکی دیگر نیز از پشت گوش آغاز می‌شوند که یکی کوتاه است و در بالای پهلوها به پایان می‌رسد، دیگری بلندتر و ضخیم‌تر است که در پهلوها شکل می‌گیرد و به شکل یک انحنا به زیر شکم می‌رود. بالای این نوارها پهلوی دلفین قرار دارد که به رنگ آبی یا خاکستری روشن است.
در هنگام به دنیا آمدن، بچه‌ها دارای ۱۰ کیلوگرم وزن و یک متر طول‌اند. طول نرهای بالغ به ۲٫۶ متر و ماده‌ها به ۲٫۴ متر می‌رسد و وزن هر دو جنس میان ۱۶۰–۱۵۰ کیلوگرم است. بلوغ جنسی در ۱۲ سالگی (ماده‌های مدیترانه) و ۹–۷ سالگی (ماده‌های اقیانوس آرام) پدید می‌آید. میانگین طول عمر ۵۵ تا ۶۰ سال است. مدت زمان بارداری تقریباً ۱۲ ماه است و دوره میان دو بارداری پیاپی سه تا چهار سال طول می‌کشد.

### تغذیه
دلفین‌های نواری بالغ از ماهی، ماهی مرکب، هشت‌پا، میگوی ریز و دیگر سخت‌پوستان تغذیه می‌کنند. دلفین‌های نواری مدیترانه بیشتر به شکار سرپایان می‌پردازند (۱۰۰–۵۰٪ محتویات معده). این در حالی است که دلفین‌های نواری ساکن شمال خاوری اقیانوس اطلس بیشتر از ماهی‌ها تغذیه می‌کنند. آن‌ها در هر کجای دریا که تمرکز ماهی‌ها وجود داشته باشد به شکار می‌پردازند و می‌توانند تا ژرفای ۷۰۰ متری زیر آب برای گرفتن طعمه‌های آبزی فروروند.

## گستره
دلفین نواری آب‌های معتدل و گرم دور از کرانه را دوست دارد. این دلفین به تعداد فراوان در شمال و جنوب اقیانوس اطلس، از جمله مدیترانه و خلیج مکزیک، و نیز اقیانوس هند و آرام یافت می‌شود. به شکل سردستی می‌توان گفت که این دلفین در عرض‌های جغرافیایی °۴۰ شمالی تا °۳۰ جنوبی زندگی می‌کند.

## یادداشت
1. ↑  LeDuc et al. (1999)
2. ↑  کریل